# Димо Колибаров
 Димо Колев Колибаров е български художник-график.

## Биография
Роден е на 27 февруари 1965 г. в Поморие. Завършва Национална художествена гимназия „Цанко Лавренов“ – Пловдив (1984) и Националната художествена академия в София (1996). Изявява се предимно в областта на офорта, сухата игла и литографията.
Преподавател по графика в Националната художествена академия.

## Самостоятелни изложби
- 1993 – Улапул – Шотландия
- 1996 – Graphic Art Promotion „Hof ten Doeyer“ – Белгия
- 1997 – Галерия „Финес“ – София
- 1997 – Gallery AmSteinweg – Пасау, Германия
- 1998 – Арт Клуб „Лъки“ – София
- 1998 – Inter Art Gallery – Пасау, Германия
- 1998 – Галерия „Бургас“ – Бургас
- 1999 – Галерия 11 – София
- 1999 – Art In Gallery – Варна
- 1999 – Галерия „Неси“ – Бургас
- 1999 – Gallery Nedev – Хайделберг, Германия
- 2000 – E/A Gallery – Антверпен, Белгия
- 2000 – Хайделберг, Германия
- 2005 – Лудвигсхафен, Германия

## Награди
- 1991 – Почетно отличие за колеж – Торонто, Канада
- 1992 – Награда за графика – галерия „Au Virage“ – Швейцария
- 1993 – Почетен медал – Лодз, Полша
- 1994 – Почетна награда – Оренсе, Испания
- 1994 – Награда – стипендия за графика на фондация „Отворено общество“
- 1995 – Награда на фондация „Art Dialoge“ – Париж от VIII биенале на графиката – Варна
- 1996 – II награда за участието в „Mini Prints“ – Space Group – Сеул, Корея
- 1997 – Purshase Award of participation in International Print Biennial – Gulky Museum, Портланд, САЩ
- 2002 – Grand Prix, Международно триенале „Mini Print“, Токио, Япония
- 2002 – Почетен плакет „Войслав Вашал“, Хавиров, Чехия
- 2003 – Награда на журито – Международен конкурс за екслибрис, София
- 2005 – Почетно отличие за екслибрис, Боджо Ломного, Италия
- 2005 – награда на Международното жури на Биеналето на графиката, Варна
- 2007 – Диплом от Международно триенале на графиката „Mini print“, Вилнюс, Литва
- 2008 – Специална награда за екслибрис, Боджо Ломного, Италия
- 2008 – Втора награда, Първо международно биенале на графиката, Истанбул, Турция
- 2008 – Първа награда за графика малък формат, Милано, Италия
- 2011 – Награда на журито, Международно тринеале на графиката, София
- 2011 – Специална награда на журито, Международно биенале на графиката, Варна
- 2012 – Годишна награда на галерия „Дяков“, Пловдив
- 2012 – Награда за графика от Национална изложба „Приятели на морето“, Бургас
- 2012 – Първа награда за екслибрис, Пекин, Китай
- 2012 – Награда на журито, Международно триенале на графиката, Битоля, Северна Македония